# رورلو
رورلو (به هلندی: Ruurlo) یک منطقهٔ مسکونی در هلند است که در برکل‌لاند واقع شده‌است. رورلو ۵۴٫۹۴ کیلومتر مربع مساحت و ۷٬۸۳۰ نفر جمعیت دارد.